# Israel Zilber
Israel Zilber (Riga, 25 de juny de 1933) és un jugador d'escacs jueu letó. Tot i que probablement ha mort, la data i lloc de la defunció són desconeguts.

## Carrera a Letònia
Campionat d'escacs de Letònia el 1958
Zilber va assolir resultats molt bons en el període 1950–1973, quan vivia a la Letònia soviètica. Va jugar representant Letònia al campionat soviètic per equips a Leningrad el 1951 al primer tauler (5,5 de 9 punts).
Va participar en les finals del campionat d'escacs de Letònia de diversos anys: 1950 (6è lloc), 1951 (8è lloc), 1952 (4t lloc), 1953 (9è lloc), 1954 (7è lloc), 1955 (6è lloc), 1956 (2n lloc), 1957 (4t lloc), 1958 (1r lloc, per davant d'Aivars Gipslis i Mikhaïl Tal), 1961 (4t lloc), 1962 (2n lloc), 1963 (5è lloc), 1964 (3r lloc), 1972 (2n lloc), 1973 (9è lloc).
Fou campió de Riga el 1962 i el 1974, i campió del club "Daugava" el 1962 i segon el 1965.
Va assolir les semifinals del campionat d'escacs de la Unió Soviètica els anys 1956, 1957, 1958, i 1962.
Zilber també va jugar, representant Letònia al Campionat soviètic per equips el 1953 (segon lloc al setè tauler: +4 -1 =2), 1955 (al quart tauler: +2 -2 =5), 1958 (al primer tauler: +1 -5 =1), 1960 (al cinquè tauler: 2,5 de 7), 1962 (segon lloc al quart tauler: +4 -1 =3), i 1963 (al quart tauler: 6 de 9).
Va participar en la Copa soviètica per equips amb el "Daugava" al cinquè tauler el 1961 (+0 -3 =3) i 1964 (+0 -1 =0).

## Carrera als Estats Units
Després de 1974, Zilber va emigrar cap a Israel i posteriorment cap als Estats Units. El 1979, va disputar el Hastings International Chess Congress i el 1980 va guanyar l'Obert de Biel i un any després va guanyar el torneig de Limoges. També va participar en el torneig Benedictine de Manchester el 1980.
De tota manera, la seva vida no va ser gaire reeixida als Estats Units. Zilber va acabar fent de rodamón pels carrers de Nova York durant gran part dels 1980 mentre jugava al Washington Square Park. Aquesta part de la seva biografia fou la base per la pel·lícula de 1993 Searching for Bobby Fischer. Els detalls sobre la fi de la vida de Zilber són controvertits - hi ha una teoria no confirmada que diu que va morir de fred un hivern. De tota manera, no apareix a les llistes de l'índex de morts de la Seguretat Social estatunidenca.

## Partides notables
- Mikhaïl Tal vs Josif Israel Zilber, URS 1952 Primera victòria sobre un jove Mikhaïl Tal.
- Josif Israel Zilber vs Mikhaïl Tal, URS 1958 La partida decisiva del Campionat de Letònia del 1958.
- Josif Israel Zilber vs Yasser Seirawan, Hastings 79-80 1979 Partida molt interessant amb Yasser Seirawan.